# Young Dumb & Broke
«Young Dumb & Broke» — песня американского соул-певца Халида, ставшая вторым синглом с первого альбома певца American Teen (2017).
Трек был спродюсирован Джоэлом Литтлом, авторами выступили Халид Робинсон, Джоэл Литтл и Talay Riley. Сингл получил платиновую сертификацию в Австралии, Канаде, Новой Зеландии и в США от Recording Industry Association of America (RIAA).

## История
Сингл получил положительные отзывы музыкальной критики и интернет-изданий:
The Guardian (где обозреватель Graeme Virtue сравнил песню с хитом «Close to Me» группы The Cure).
Официальное музыкальное видео (режиссёр Alex Di Marco) было загружено 1 августа 2017 года на канал YouTube. Более 300 млн просмотров (февраль 2018 года).
В клипе участвовали в качестве камео такие персоны как соул-певицы VanJess, Demetrius Harmon, Nathan Zed, Zolee Griggs, Salem Mitchell, Widney Bazile, Quiñ, актёр Уилл Пелтц, Buddy, певица Нормани (из группы Fifth Harmony), комик и музыкант Кел Митчелл, Уэйн Брейди, актриса Рэйчел Ли Кук и актёр Деннис Хаскинс.
Американская рок-группа Imagine Dragons исполнила их песню «Thunder» на церемонии 2017 American Music Awards в смешанной композиции с треком «Young Dumb & Broke», с участием певца Халида. Спустя примерно месяц, 20 декабря студийная версия этой смешанной композиции была издана.

## Список треков
| №  | Название             | Длительность |
| -- | -------------------- | ------------ |
| 1. | «Young Dumb & Broke» | 3:22         |

| №  | Название                                                             | Длительность |
| -- | -------------------------------------------------------------------- | ------------ |
| 1. | «Young Dumb & Broke» (remix) (при участии Rae Sremmurd и Lil Yachty) | 4:23         |

| №  | Название                                                           | Длительность |
| -- | ------------------------------------------------------------------ | ------------ |
| 1. | «Thunder / Young Dumb & Broke» (medley) (вместе с Imagine Dragons) | 4:11         |

## Чарты
| Чарт (2017—18)                             | Высшая позиция |
| ------------------------------------------ | -------------- |
| Австралия (ARIA)                           | 4              |
| Australia Urban (ARIA)                     | 2              |
| Австрия (Ö3 Austria Top 40)                | 62             |
| Бельгия/Фландрия (Ultratip Bubbling Under) | 2              |
| Бельгия/Валлония (Ultratip Bubbling Under) | 25             |
| Канада (Billboard Canadian Hot 100)        | 22             |
| Чехия (Singles Digitál Top 100)            | 47             |
| Дания (Tracklisten)                        | 14             |
| Франция (SNEP)                             | 145            |
| Германия (GfK)                             | 56             |
| Ирландия (IRMA)                            | 17             |
| Latvia (Latvijas Top 40)                   | 36             |
| Malaysia Streaming (RIM)                   | 9              |
| Mexico Ingles Airplay (Billboard)          | 2              |
| Нидерланды (Single Top 100)                | 63             |
| Новая Зеландия (Recorded Music NZ)         | 1              |
| Норвегия (VG-lista)                        | 37             |
| Филиппины (Philippine Hot 100)             | 1              |
| Португалия (AFP)                           | 41             |
| Шотландия (OCC Scotland)                   | 21             |
| Словакия (Singles Digitál Top 100)         | 38             |
| Швеция (Sverigetopplistan)                 | 63             |
| Швейцария (Schweizer Hitparade)            | 89             |
| Великобритания (OCC UK Singles)            | 17             |
| США (Billboard Hot 100)                    | 18             |
| США (Billboard Hot R&B/Hip-Hop Songs)      | 8              |
| США (Billboard Pop Airplay)                | 17             |
| США (Billboard Rhythmic)                   | 4              |

## Сертификация
| Регион                                                                      | Сертификация       | Продажи    |
| --------------------------------------------------------------------------- | ------------------ | ---------- |
| Австралия (ARIA)                                                            | 8× Платиновый      | 560 000    |
| Бразилия (ABPD)                                                             | 2× Платиновый      | 120 000    |
| Канада (Music Canada)                                                       | 9× Платиновый      | 720 000    |
| Дания (IFPI Danmark)                                                        | 2× Платиновый      | 180 000    |
| Франция (SNEP)                                                              | Золотой            | 100 000    |
| Германия (BVMI)                                                             | Золотой            | 200 000    |
| Италия (FIMI)                                                               | Золотой            | 25 000     |
| Мексика (AMPROFON)                                                          | Платиновый+Золотой | 90 000     |
| Новая Зеландия (RMNZ)                                                       | 2× Платиновый      | 60 000     |
| Норвегия (IFPI Norway)                                                      | Платиновый         | 60 000     |
| Польша (ZPAV)                                                               | Платиновый         | 20 000     |
| Португалия (AFP)                                                            | Золотой            | 5000       |
| Швеция (GLF)                                                                | Золотой            | 20 000     |
| Швейцария (IFPI Switzerland)                                                | Золотой            | 10 000     |
| Великобритания (BPI)                                                        | 2× Платиновый      | 1 200 000  |
| США (RIAA)                                                                  | Бриллиантовый      | 10 000 000 |
| Данные о продажах + прослушиваниях приведены только на основе сертификации. |                    |            |